# Lysimachia grandiflora
Lysimachia grandiflora là một loài thực vật có hoa trong họ Anh thảo. Loài này được (Franch.) Hand.-Mazz. mô tả khoa học đầu tiên năm 1928.